# Sites historiques et culturels majeurs protégés au niveau national (Gansu)
Cette liste regroupe les principaux sites protégés pour leur valeur culturelle et historique au niveau national par l'administration d'état chargée du patrimoine culturel en Chine pour la province du Gansu. Elle a été établie en sept vagues successives: la série 1 en 1961, 2 en 1982, 3 en 1988, 4 en 1996, 5 en 2001, 6 en 2006, 7 en 2013. La liste présentée ci-dessous ne reprend actuellement que les cinq premières séries.
| N°    | Désignation                            | Ville / district      | Image |
| ----- | -------------------------------------- | --------------------- | ----- |
| 1-35  | Grottes de Mogao                       | Jiuquan / Dunhuang    |       |
| 1-36  | Grottes de Yulin                       | Jiuquan / Guazhou     |       |
| 1-38  | Grottes du mont Maiji                  | Tianshui              |       |
| 1-39  | Grottes de Bilingsi                    | Linxia / Yongjing     |       |
| 1-103 | La grande muraille à Jiayuguan         | Jiayuguan             |       |
| 1-130 | Stèle de Huguosi                       | Wuwei / Liangzhou     |       |
| 2-43  | Monastère de Labrang                   | Gannan / Xiahe        |       |
| 3-43  | Beishikusi                             | Qingyang              |       |
| 3-44  | Nanshikusi                             | Pingliang / Jingchuan |       |
| 3-189 | Site de Dadiwan                        | Tianshui / Qin'an     |       |
| 3-190 | Site de Majiayao                       | Dingxi / Lintao       |       |
| 3-210 | Yumenguan et les tours d'alarme        | Jiuquan / Dunhuang    |       |
| 4-21  | Site de Qijiaping                      | Linxia / Guanghe      |       |
| 4-40  | Ruines de Luotuocheng                  | Zhangye / Gaotai      |       |
| 4-50  | Sites de Suoyang                       | Jiuquan / Guazhou     |       |
| 4-112 | Temple du Grand Bouddha de Zhangye     | Zhangye / Ganzhou     |       |
| 4-127 | Temple Xingguo                         | Tianshui / Qin'an     |       |
| 4-163 | Temple confucéen de Wuwei              | Wuwei                 |       |
| 4-164 | Ancien siège du gouvernement de Lutusi | Lanzhou / Yongdeng    |       |
| 4-190 | Grottes de Matisi                      | Zhangye / Sunan       |       |
| 4-237 | Jonction de l'armée rouge à Huining    | Baiyin / Huining      |       |
| 5-120 | Site de Nanzuo                         | Qingyang / Xifeng     |       |
| 5-121 | Site et tombes de Dabaozishan          | Longnan / Li          |       |
| 5-122 | Sites de Heishuiguo                    | Zhangye / Ganzhou     |       |
| 5-123 | Ruines de Xuanquanzhi                  | Jiuquan / Dunhuang    |       |
| 5-124 | Ancienne ville et tombes de Xusanwan   | Zhangye / Gaotai      |       |
| 5-125 | Temple de la pagode blanche            | Wuwei                 |       |
| 5-185 | Nécropole de Guoyuan-Xincheng          | Jiuquan               |       |
| 5-186 | Tombes de la famille Wang              | Dingxi / Zhang        |       |
| 5-187 | Tombe de Leitai                        | Wuwei                 |       |
| 5-430 | Temple de Fuxi                         | Tianshui              |       |
| 5-431 | Maison de la famille Hui               | Tianshui              |       |
| 5-432 | Pagode du temple Ningshou              | Qingyang / Ning       |       |
| 5-433 | Pagode du temple Yuantong              | Zhangye / Minle       |       |
| 5-434 | Pagode du temple Shengrong             | Jinchang / Yongchang  |       |
| 5-435 | Pagode de Donghuachi                   | Qingyang / Huachi     |       |
| 5-436 | Temple du prince Wukang                | Pingliang / Chongxin  |       |
| 5-468 | Gravures de Xixiasong                  | Longnan / Cheng       |       |
| 5-469 | Grottes de Daxiangshan et Shuiliandong | Tianshui / Wushan     |       |
| 5-470 | Grottes de Tiantishan                  | Wuwei / Liangzhou     |       |
| 5-471 | Grottes de Wenshushan                  | Zhangye / Sunan       |       |
| 5-511 | Jonction de Hadapu                     | Longnan / Dangchang   |       |